# Trần Văn Tiến
Trần Văn Tiến (sinh ngày 5 tháng 5 năm 1962) là một chính trị gia người Việt Nam. Ông hiện là đại biểu Quốc hội Việt Nam khóa XIV nhiệm kì 2016-2021, thuộc đoàn đại biểu quốc hội tỉnh Vĩnh Phúc, Phó Trưởng Đoàn chuyên trách Đoàn đại biểu Quốc hội tỉnh Vĩnh Phúc, Ủy viên Ủy ban Kinh tế của Quốc hội. Ông đã trúng cử đại biểu Quốc hội năm 2016 ở đơn vị bầu cử số 1, tỉnh Vĩnh Phúc gồm thành phố Vĩnh Yên, Thị xã Phúc Yên, các huyện: Vĩnh Tường, Yên Lạc.

## Xuất thân
Trần Văn Tiến sinh ngày 5 tháng 5 năm 1962 quê quán ở thị trấn Hương Canh, huyện Bình Xuyên, tỉnh Vĩnh Phúc. 
Ông hiện cư trú ở số 7, ngõ 5, đường Ngô Quyền, phường Ngô Quyền, thành phố Vĩnh Yên, tỉnh Vĩnh Phúc.

## Giáo dục
- Giáo dục phổ thông: 10/10
- Kỹ sư chuyên ngành Xây dựng dân dụng và Công nghiệp
- Tiến sĩ Quản lý đô thị và công trình
- Cử nhân lí luận chính trị

## Sự nghiệp
Ông gia nhập Đảng Cộng sản Việt Nam vào ngày 28/7/1993.
Ông từng là đại biểu hội đồng nhân dân tỉnh Vĩnh Phúc nhiệm kỳ 2011-2016.
Khi ứng cử đại biểu Quốc hội Việt Nam khóa XIV vào tháng 5 năm 2016 ông đang là Ủy viên Ban chấp hành Đảng bộ, Phó Trưởng ban Nội chính Tỉnh ủy
Vĩnh Phúc, làm việc ở Ban Nội chính Tỉnh ủy Vĩnh Phúc.
Ông đã trúng cử đại biểu quốc hội năm 2016 ở đơn vị bầu cử số 1, tỉnh Vĩnh Phúc gồm thành phố Vĩnh Yên, Thị xã Phúc Yên, các huyện: Vĩnh Tường, Yên Lạc, được 294.311 phiếu, đạt tỷ lệ 72,88% số phiếu hợp lệ.
Ông hiện là Tỉnh ủy viên, Phó Trưởng Đoàn chuyên trách Đoàn đại biểu Quốc hội tỉnh Vĩnh Phúc, Ủy viên Ủy ban Kinh tế của Quốc hội.
Ông đang làm việc ở Ban Nội chính Tỉnh ủy Vĩnh Phúc.